# Giulia Morlet
Giulia Morlet (ur. 14 stycznia 2002) – francuska tenisistka.

## Kariera tenisowa
W 2017 roku zadebiutowała w imprezie wielkoszlemowej podczas turnieju French Open w grze podwójnej. Startując w parze z Diane Parry odpadła w pierwszej rundzie.
Najwyżej w rankingu WTA była sklasyfikowana na 1055. miejscu w singlu (18 października 2021) oraz 1098. w deblu (12 czerwca 2017).